# Sebastián Aguilera de Heredia
Sebastián Aguilera de Heredia (Saragoça, 15 de agosto de 1561 — Saragoça, 16 de dezembro de 1627) foi um organista e compositor da música erudita espanhola.

## Biografia
Foi primeiro organista na Catedral de Huesca de 1585 a 1603. Tornou-se maestro de música na Catedral de La Seo de Zaragoza. Publicou uma coleção de obras vocais de polifonia em 1618. Sobreviveram dezoito das suas obras para órgão. Ele é considerado a primeira figura mais importante da Escola Aragonesa de música centrada em Saragoça e em Daroca. A sua obra está espalhada pelos arquivos e bibliotecas, nomeadamente na Biblioteca Central da Catalunha, em Barcelona na Biblioteca Nacional de Espanha, na Catedral de Jaca, no Mosteiro do Escorial, na Biblioteca Pública Municipal do Porto e na Catedral de Valência. 

## Música vocal
Canticum Beatissimae Virginis Deiparae. Octo modis seu tonis compositium, quaternis vocibus, quinis, senis et octonis concinendum (Zaragoza, Tip. Pedro Cabarte, 1618). 

## Lista de composições
1. Pangue Lingua a 3 sobre bajo por ce-sol-fa-ut
2. Pangue Lingua a 3 sobre tiple: La reina de los Pangue Linguas
3. Salve de Lleno de 1º Tono
4. Salve de 1º Tono por de-la-sol-re
5. Primera Obra de 1º Tono sobre el passo de la Salve
6. Segunda Obra de 1º Tono
7. Primer Registro bajo de 1º Tono
8. Segundo Registro bajo de 1º Tono
9. Tercer Registro bajo de 1º Tono
10. Primer Tiento de falsas de 4º Tono
11. Segundo Tiento de falsas de 4º Tono
12. Tiento grande de 4º Tono
13. Falsas de 6º Tono
14. Tiento de 8º Tono por de-la-sol-re
15. Obra de 8º Tono por ge-sol-re-ut
16. Obra de 8º Tono alto: Ensalada
17. Dos bajos de 8º Tono
18. Discurso sobre los saeculorum[5]
19. [?] Tiento de Batalla de 8º Tono[6]

## Edições musicais
- Anglés, Higinio, (1965-68), Antología de Organistas Españoles del siglo XVII, Diputación Provincial de Barcelona: Biblioteca Central, Barcelona, 4 vols.

- Apel, Willi (1971), Spanish Organ Masters After Antonio de Cabezón, Corpus of Early Keyboard Music n.º 14, American Institute of Musicology.

- Doderer, Gerhard (1981), Tientos de medio registro: Organa Hispanica, Heft V, Heidelberg, Willy Muller, pp. 5-9.

- Gay, Claude (1979), L'Ouvre d'Orgue, Paris, Editions Alphonse Leduc & C.ª, 2 vols.

- Kastner, Macário Santiago (1965), Silva Ibérica, Volume 2, Mainz, Schott, pp. 34-39.

- Pedrell, Felipe (1908), Antologia de Organistas Clásicos Españoles, Madrid, Ildefonso Alier, Volumen Primero, p. V e pp. 64-76.

- Perez, José Sierra (2001), Música para Órgano: Siglo XVII: Fr. Cristóbal de San Jerónimo; P. Pedro de Tafalla; P. Diego de Torrijos, Escorial, Ediciones Escurialenses, pp. 157-163.

- Rubio, Samuel (1971), Antologia de Organistas Clásicos, Madrid, Union Musical Española. [Reedição da edição de 1914 do Pe. Luis Villalba Muñoz].

- Siemens Hernández, Lothar (1978), Obras para Organo, Madrid, Editorial Alpuerto.

## Discografia
- Hora, Joaquim Simões da (1994), Órgãos Históricos Portugueses: Évora & Porto, Lusitana Musica, Volume I, EMI Classics / Valentim de Carvalho. CD 777 7 547 55 2 4.
- Uriol, Jose Luis González (1990), Antología de obras para órgano: Sebastián Aguilera de Heredia, Ministerio de Educación y Ciencia: Centro de Publicaciones, 1032 CD.